# Жежерун Ілько Дмитрович
Жежеру́н Ілько Дмитрович (*?, село Журавка-†1917, село Журавка) — військовий, моряк, один із випробувачів перших російських підводних човнів.

## Біографія
Батько Ілька Дмитро Михайлович був селянином середнього статку і мав 3 дітей — синів Ілька та Юхима та доньку Катерину. Вже у 14 років Ілько, зустрічаючись із дівчиною Анною, хотів одружитись. Батько заборонив і тоді Ілько втік із дівчиною до Одеси. Однак вона через тиждень повернулась. Ілько працював швейцаром у магазині, вантажником у порту, різноробом, зв'язався із місцевими бандитами. Коли додому прийшов виклик щодо призову до армії, батько відправив брата до Одеси за Ільком. Служив він моряком у Петербурзі. Після служби він одружився з Устиною, яка була родом із заможної родини із Вітебської губернії.

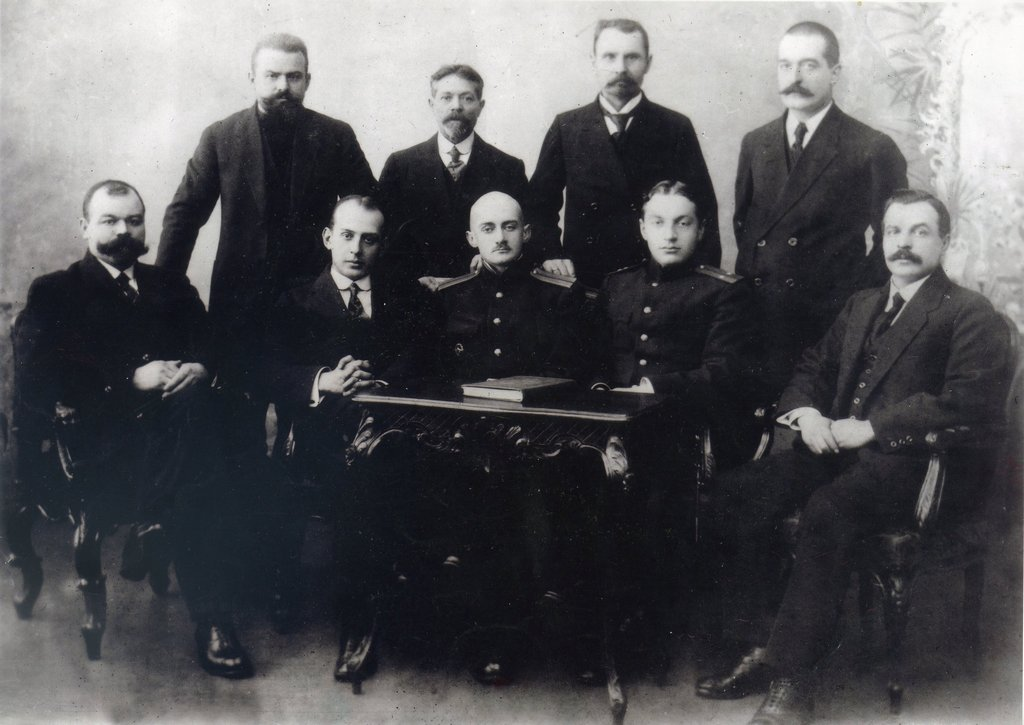
Фото із Гамбурга

Відомим Ілько став завдяки випробуванням перших російських підводних човнів. Для перших випробувань готували декілька осіб, в останні хвилини головний претендент відмовився, однак Ілько погодився. За таку мужність сам імператор Микола ІІ знявши рукавичку потиснув йому руку. За випробовування отримував високу платню, придбав маєток у Петербурзі. Стажування проходив у Гамбурзі, у місцевому університеті. За переказами, фото, зроблене у Німеччині із місцевими моряками, оберегло родину під час окупації у роки Другої світової війни. Побачивши вперше його на стіні німці не заходили до їхнього двору протягом усієї війни.
Ілько часто приїжджав до Журавки. Коли помер його брат від тифу, епідемія якого була на той час поширена в Україні, Ілько приїхав на похорони, де також заразився на хворобу. Через декілька днів він помер. Дружина після похорону хотіла повернутись до Петербургу, але почувши про революцію і грабунки маєтків вирішила залишитись у Журавці. Померла вона 1933 року від голоду, залишивши синів, яким було 27 та 23 роки. Дмитро одружився і перейшов жити до іншого будинку, а Валентин лишився із родиною у батьківській хаті.